# استادی بیوت (تگزاس)
استادی بیوت (به انگلیسی: Study Butte) یک منطقهٔ مسکونی در ایالات متحده آمریکا است که در شهرستان بروستر، تگزاس واقع شده‌است. استادی بیوت ۱۲٫۳ کیلومتر مربع مساحت و ۲۳۳ نفر جمعیت دارد.